# Fistulina antarctica
La lengua de vaca o podredumbre castaña (Fistulina antarctica) es una especie de hongo endémica de la Patagonia chilena y argentina y también partes de los Andes chilenos. Es una especie parasitaria de árboles y puede causar la pudrición de la madera en los árboles. Es una seta comestible.

## Descripción
Produce fructificaciones que resultan llamativas por su forma arriñonada o de lengua, de color rojizo pueden ser de color marrones, naranjas, rojas, rosadas; y estás pueden medir hasta 15 cm de largo por 10 cm de ancho; son sésiles, o con un estípite lateral corto. El píleo es liso, a veces con algunas ondulaciones; cuando joven es castaño ceniciento claro, haciéndose más castaño y rojizo con la edad. Tiene aspecto sanguinolento y está cubierto por una película gelatinosa. En el envés presenta tubos libres entre sí, y de longitud desigual. Es una seta comestible al igual que otras especies de su género y parientes cercanos: su carne es rojiza, muy gelatinosa, de textura carnosa, blanda y esponjosa. Tiene un aroma fúngico suave y sabor dulce.

## Distribución y hábitat
Es una especie endémica de los bosques andinos patagónicos. Aparece asociada a varias especies de Nothofagus o en general de la familia Nothofagaceae tales como el roble pellín, raulí, coihue, ñire, lenga y también en coníferas. Se le puede encontrar en vegetación con un estrato abierto o cerrado de especies arbóreas que superan una altura de dosel de 15 m.

## Ecología
Esta especie es un hongo que descompone la madera en troncos vivos y es común en múltiples especies de árboles hospedantes de Nothofagaceae.

## Estado de conservación
Según UICN está como en preocupación menor, y por lo tanto no está en riesgo de extinción. La población es estable y abundante en múltiples especies de árboles hospedantes de Nothofagaceae..

## Gastronomía y comestibilidad
Esta especie de hongo es apreciada por su sabor, su carne es rojiza, muy gelatinosa, de textura carnosa, blanda y esponjosa, con un aroma fúngico suave y sabor dulce. Se puede consumir la fructificación completa, tanto cruda (en ensaladas) como cocida. Además cuando es joven, esta especie suele cosecharse y consumirse. 